# 箕輪圓
箕輪 圓（みのわ まどか、1911年5月15日 - 1997年2月15日）は、第5代京王帝都電鉄（現・京王電鉄）社長。

## 来歴・人物
1931年旧制東京府立第六中学校を卒業、町工場で働いた後、1935年京王電気軌道に入社。総務、労務、人事畑と歩み、1961年取締役、常務、専務、1977年6月副社長を経て、1982年2月25日、第6代社長に昇格。1986年6月27日会長に就任。
趣味は短歌（20代でつくり始めた）・釣り・謡。